# Prehyba (Pasmo Radziejowej)

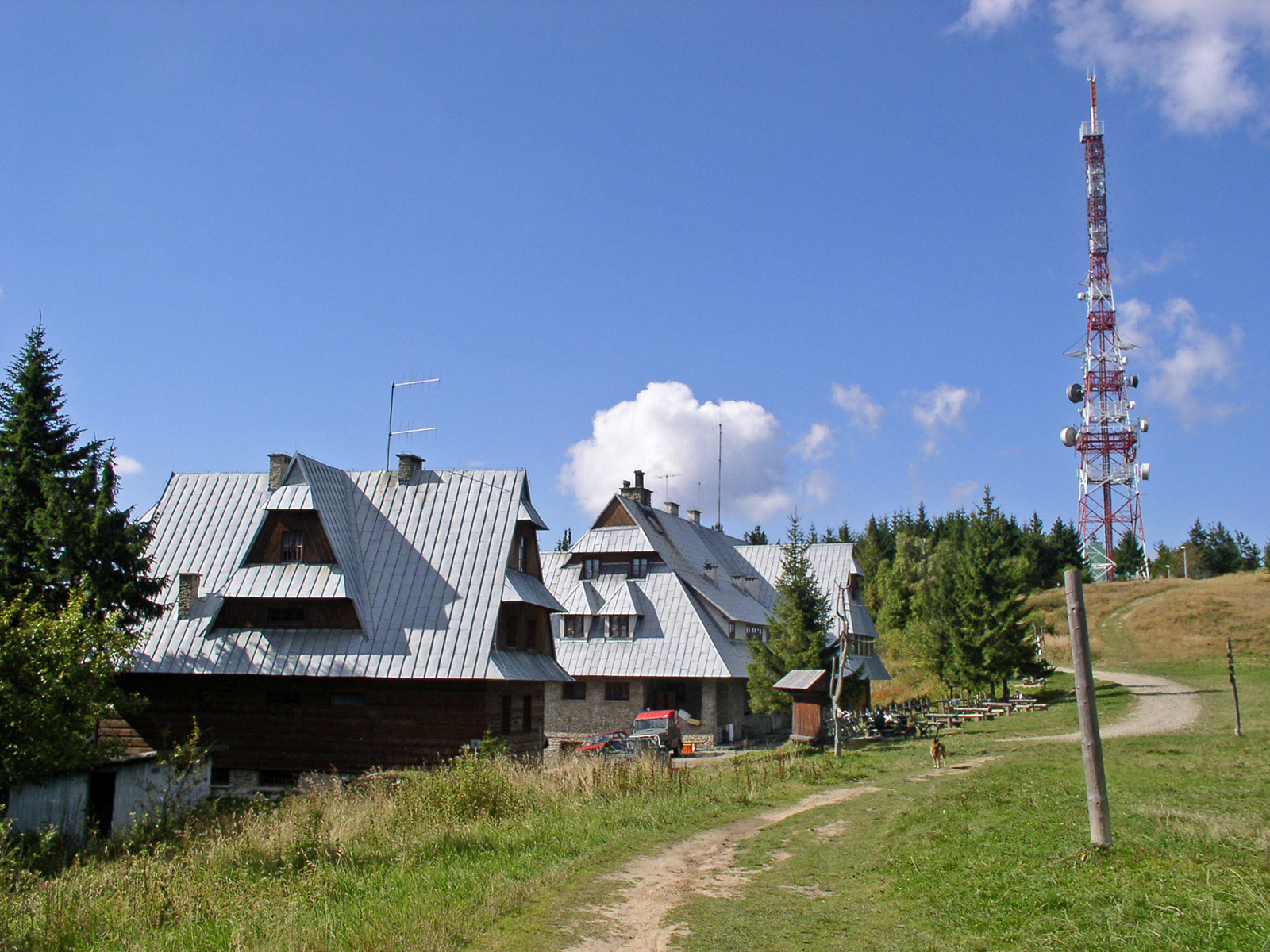
Przehyba – schronisko i stacja przekaźnikowa RTON Przehyba

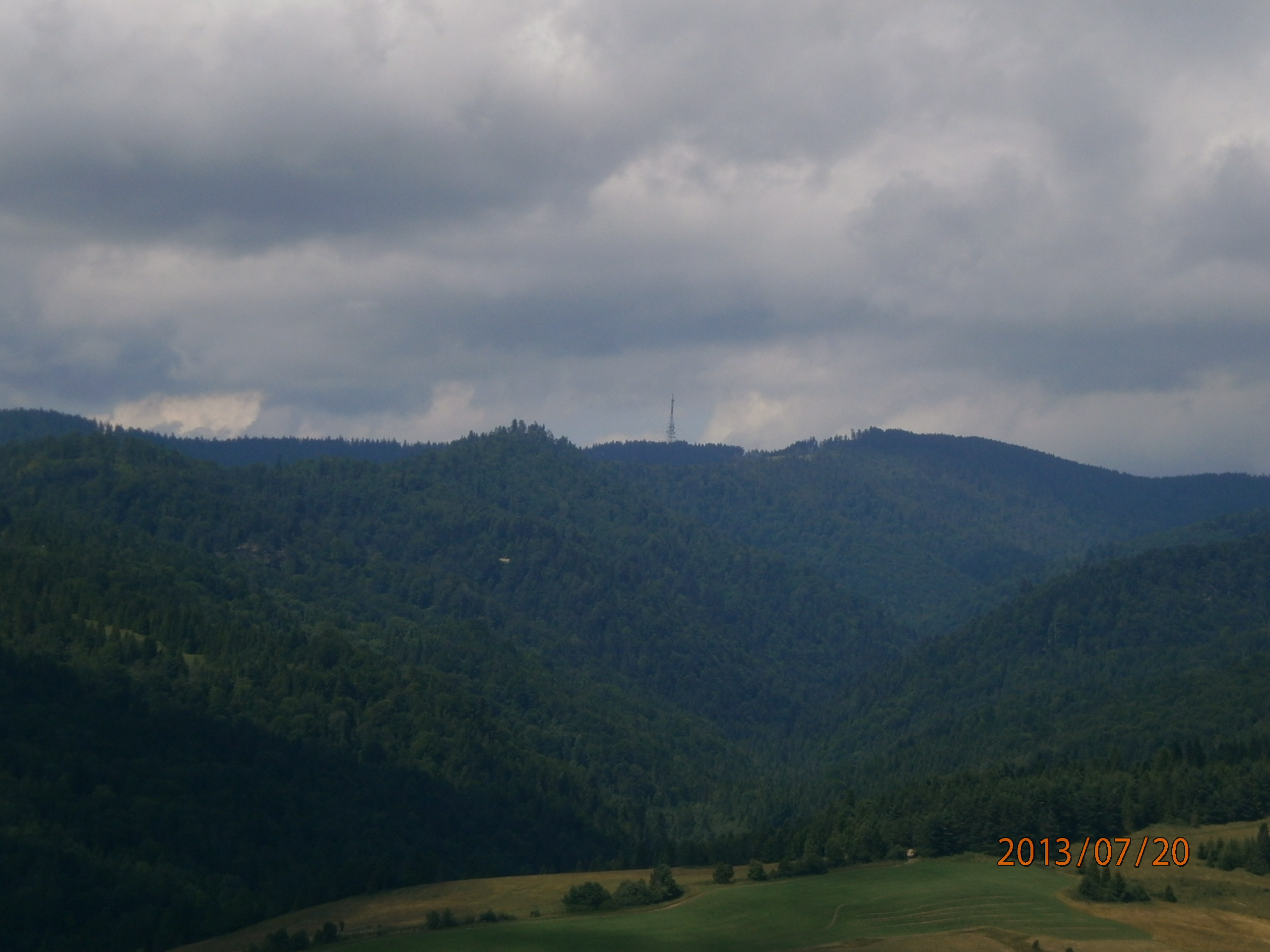
Widok na Przehybę z punktu widokowego w Jaworkach

Prehyba (także Przechyba) – szczyt górski w zachodniej części Pasma Radziejowej w Beskidzie Sądeckim. Mapa Geoportalu podaje wysokość 1173 m, mapa turystyczna 1175 m. Nazwa Prehyba (początkowo Perehyba) jest to zruszczona przez Rusinów dawniej zamieszkujących pobliską Ruś Szlachtowską nazwa słowacka i oznacza przełęcz. Najpierw dotyczyła tylko hali, dopiero później przeniesiona została na szczyt.

## Topografia
Prehyba znajduje się w głównym grzbiecie Pasma Radziejowej, pomiędzy Wielką Prehybą i Małą Prehybą. Z samego wierzchołka odchodzi na południe boczny grzbiet Góry Pieniążnej, Kiczory i Starego Wierchu. Stok północny opada do potoku Jaworzynka.
Przez szczyt Prehyby biegnie granica między miejscowością Szlachtowa w powiecie nowotarskim i Gaboniem w powiecie nowosądeckim.

## Turystyka
Miejsce to jest jednym z łatwiej dostępnych szczytów w paśmie – na górę prowadzi asfaltowa droga z Gabonia. Krzyżują się tu szlaki turystyczne prowadzące do Szczawnicy, Krościenka, Starego Sącza, Rytra, Jazowska i Piwnicznej-Zdroju. Na zachodnim wierzchołku znajduje się schronisko turystyczne oraz Radiowo-Telewizyjny Ośrodek Nadawczy z 87-metrową stalową wieżą. Z pokrywającej grzbiet polany Prehyba roztacza się wyjątkowy widok na południe w kierunku Pienin i Tatr oraz na północ ku Kotlinie Sądeckiej. Z uwagi na łatwą dostępność miejsce jest bardzo licznie odwiedzane przez turystów pieszych i rowerzystów.
Ze szlaków turystycznych w Paśmie Radziejowej szczyt Przehyby jest trudny do dostrzeżenia, zwykle chowa się za Złomistym Wierchem i Skałką. Najlepiej widoczny jest z grzbietu Małych Pienin (wieżę przekaźnika widać również z Tatr).

## Piesze szlaki turystyczne
czerwony Główny Szlak Beskidzki na odcinku z Rytra do Krościenka:
- z Rytra 5:25 h (↓ 4:50 h), z Radziejowej 1:15 h (z powrotem 1:30 h)
- z Krościenka 4:35 h (↓ 3:50 h), z Dzwonkówki 2:10 h (↓ 1:50 h)

 niebieski Szczawnica – Prehyba – Rytro:
- ze Szczawnicy 3 h (↓ 2:25 h)
- z Rytra 3:50 h (↓ 3:05 h)

 zielony Szczawnica – Gabańka – Prehyba – Jazowsko:
- ze Szczawnicy 2:50 h (↓ 2:10 h)
- z Jazowska 3.40 h (↓ 2.50 h)

 żółty Stary Sącz – Moszczenica Wyżna – Prehyba:
- ze Starego Sącza 4:50 h (↓ 3:55 h), z Moszczenicy 3:10 h (↓ 2:25 h)